# محلة الخاتونية
محلة الخاتونية حي من أحياء مدينة الموصل القديمة (الكائنة في الجانب الغربي من نهر دجلة) في العراق، وتقع إلى الجنوب من محلة الشفاء. كانت في مطلع ثمانينيات القرن العشرين من أكبر الأحياء كثافة للسكان بعد محلة باب الجديد.

## أصل التسمية
سميت المنطقة بالخاتونية نسبة إلى قبيلة الخواتنة التي سكنت المنطقة. والتي يرجع بنسبها إلى قبيلة بني حمدان والتي استطاعت تأسيس إمارة في الموصل والجزيرة وحلب عرفت بالدولة الحمدانية من سنة 905م إلى سنة 1001م.

## معالم المحلة العمرانية

### المقابر
تضم المحلة ثلاث مقابر صغيرة تقع إحداها تقع بالقرب من جامع الشيخ حنش.